# Графичка карта
Графичка карта, видео карта, графички адаптер или графички акцелератор је компонента рачунара намењена за обраду и приказ визуелних података на одговарајућим излазним уређајима, нпр. на монитору. Поред овога се може користити и за обраду неграфичких података док је у скорије време приметан тренд да се на графичке карте пребацују послови који су традиционално припадали централним процесорима. Модерне графичке карте осим ове основне функције такође на себе преузимају бројне послове са поља рачунарске графике, чиме од њих растерећују остатак система. Иако се графичке карте могу наћи у интегрисаном облику у склопу матичне плоче, у задње време се у већини случајева јављају као посебна компонента, посебан систем који има читав низ подсистема. За разлику од интегрисаних графичких карти које имају мали капацитет сопствене меморије и обично користе системску меморију, нове графичке карте поседују сопствену меморију која се користи само за графику, и која је посебно модификована. Скоро све матичне плоче имају опцију искључивања интегрисане графичке карте и могућност да на себи приме модерну графичку карту са врло високим перформансама преко AGP, PCI и PCI-E магистрала.

## Историја
Прве графичке карте конструисане су 1995. године од стране компанија Matox, Creative, S3 и ATI и оне су биле у стању да произведу 3D приказ. Затим је 1997. године компанија 3dfx издала нови графички чип Voodoo који је био у стању да произведе и неке 3D ефекте. Убрзо је избачен и Voodoo 2 који је условио појаву јачих чипова као што су TNT и TNT 2 од стране Nvidie. Компанија Интел, схвативши у ком ће правцу да крене развој графичких карти, почиње да ради на унапређивању начина конекције графичке карте са матичном плочом, чији је резултат био појава магистрале AGP, чиме се дефинитивно повукла црта између графичког процесора и централног процесора самог рачунара. Od 1999. године примат у производњи и престиж преузима Nvidia, која почиње да ради на унапређењу 3D алгоритама и DDR технологији, чиме се капацитет меморије графичке карте скоро удесетостручио, са 32 на 128 мегабајта.

## Компоненте
Модерна графичка карта састоји се од плоче на којој се налазе следеће компоненте:
Графички процесор или графичка процесорска јединица (GPU) је процесор специјално намењен и оптимизован да производи графичке елементе. Овај процесор је специјализован да врши калкулације у покретном зарезу, што је од фундаменталног значаја за 3D графичко рендеровање и 2D сликовно цртање. Основни атрибути графичког процесора су фреквенција језгра која варира од 250 MHz до 4 GHz, и броја цевовода или тзв. шедера, који преводе 3D приказ окарактерисан теменима и линијама у 2D приказ формиран пикселима.
Модерне графичке карте су опремљене снажним графичким процесорима који бројем транзистора надмашују главне процесоре, то значи да су графички процесори својом процесорском снагом јачи у појединим операцијама.
BIOS, односно, Video BIOS, садржи основни програм који је обично скривен, који управља операцијама графичке карте и који даје инструкције које дозвољавају хардверу и софтверу да комуницирају са графичком картом. Обично садржи информације везане за правовременост рада меморије, оперативну брзину и волтажу графичког процесора, као и многе друге информације. У неким случајевима је могуће променити ове информације али то се ради најчешће приликом оверклоковања процесора и/или меморије, што се не препоручује од стране произвођача јер може доћи до оштећења на самој картици.
Видео меморија код већине савремених графичких карти варира од 128MB до 4GB. Како видео меморији истовремено морају имати приступ и графички процесор и приказно коло, често се користи специјална експресна или вишепортна меморија, као што су VRAM, WRAM, SGRAM итд. Од 2003. године видео меморија се типично базира на DDR технологији. У годинама које су уследиле произвођачи су прелазили редом на DDR2, DDR3, DDR4, GDDR5 и GDDR6. Брзина меморије на савременим графичким картама варира од 400 MHz до 4 GHz.
RAMDAC (Random Access Memory Digital-to-Analog Converter) претвара дигиталне сигнале у аналогне сигнале за потребе монитора који користе аналогни улаз, као нпр. CRT монитори. RAMDAC је врста RAM чипа који регулише функционалност графичке карте у смислу да подржава различите вредности темпа освежавања на CRT мониторима, за које је оптималан број од 75 Hz. Ипак, сви савремени LCD монитори, Плазма монитори и Телевизори раде на дигиталним сигналима и не захтевају RAMDAC.

## Начин повезивања
Како се саме графичке карте са матичном плочом повезују преко три поменуте магистрале (AGP, PCI и PCI-E), начин повезивања са уређајима за приказ слике је разноврснији:
Video Graphics Array (VGA) је излаз преко кога се најчешће повезују монитори са катодном цеви (CRT).
Digital Visual Interface (DVI) даје много бољи квалитет слике на излазном уређају и преко њега се повезују LCD монитори, Плазма монитори, Телевизија високе резолуције и Пројектори. У неким случајевима и CRT монитори користе DVI излазе.
Video In Video Out (VIVO) за S-Video, Composite video и Component video су излази који служе за повезивање телевизије, DVD плејера, видео рекордера и играчких конзола.
High-Definition Multimedia Interface (HDMI) је један напредан облик звучно/визуелне конекције направљен 2003. године и обично се користи за повезивање DVD плејера и играчких конзола на монитор.
Display Port (DP) је тренутно последњи напредни облик излаза који је развио Видео Електроникс Стандардс Асосиејшн (VESA). Интерфејс се првенствено користи за повезивање видео извора са уређајем за приказивање као што је рачунарски монитор, иако се такође може користити за пренос аудио, USB и других облика података. ВЕСА је пројектован да замени VGA, DVI и LVDS.